# Eudald Espluga i Casademont
Eudald Espluga Casademont (Gerona, 1990) es un filósofo y periodista cultural.

## Trayectoria
Se licenció en Filosofía e hizo un máster en Comunicación y Estudios Culturales en la Universidad de Gerona. Dedicó su investigación doctoral al fenómeno de la autoayuda y ha colaborado con varios medios, entre ellos Barcelona Metròpolis, SalonKritik, El Matí Digital, El digital de cultura, lafronde.mag, RAC1, El  Salto, PlayGround Magazine y Nuvól.

### Obras publicadas
- Mediterròniament. La catalanidat emocional, con Damià Bardera (Biblioteca de la Nube, 2014).[6]
- Las pasiones ponderadas (Capitán Swing, 2015).[7]

- Rebeldes. Una historia ilustrada del poder de la gente, con ilustraciones de Miriam Persand (Lumen, 2021).[1]
- No seas tú mismo. Apuntes sobre una generación fatigada (Paidós 2021)[1]

### Colaboraciones
- Humanidades en acción (Rayo Verde, 2019), coordinado por Marina Garcés.[8]
- Neorrancios. Sobre los peligros de la nostalgia. (Península, 2022), coordinado por Begoña Gómez Urzaiz[9]